# 맥도널 더글러스 MD-12
맥도넬 더글러스 MD-12, 혹은 MD-12은 미국의 맥도넬 더글러스사에서 제안한 대형 비행기이다. 동 회사 맥도넬더글러스 MD-11기를 베이스로 디자인을 수행 했으나 보잉과 합병되면서 프로젝트가 취소되었다.

## 개요
맥도넬 더글러스는 자사의 대형 여객기인 맥도넬더글러스 MD-11의 동체를 연장해 보잉 747 클래스의 승객 수에 한 것을 제안하고 당초는 맥도넬더글러스 MD-11SS(슈퍼 스트레치)로 구상 했지만 이후에 맥도넬더글러스 MD-12X로 개칭되었다. 이는 동체를 연장하지만 날개는 기본적으로 맥도넬더글러스 MD-11의 상태로 연료 용량이 부족, 항속 거리가 짧아져 버렸기 때문에 수주를 얻을 수 없었다. 또한 맥도넬더글러스 DC-10부터 이어진 중앙 엔진이 수직 꼬리를 관통하는 구조이기 때문에 대형화를 한 엔진의 탑재가 어렵고 기종의 발전은 한계가 있었다.
그래서 기체 구성을 전면적으로 수정하고 새로운 디자인 주익에 4발 엔진을 철탑 장비와 동체는 2층의 객실을 가진 것이 한 것을 맥도넬더글러스 MD-12으로 발표한 것이다. 이것은 당시 보잉이 구상하고 있던 보잉 뉴라지 에어라인과 에어버스의 에어버스 A380에 대항하기 위해 보잉 747보다 큰 기체로 구상했다. 미디어 등에서 첫 취항은 1997년에 발표한 적이 있었으나 실현하지 못했다.
그러나 맥도넬 더글러스의 영업 활동에도 불구하고 항공 업계의 관심을 모을 수 없었으며, 당시 막대한 개발비도 예상되었기 때문에 4발 맥도넬더글러스 MD-12 구상은 소멸하고 다시 맥도넬더글러스 MD-11을 기반으로 동체 연장과 새로운 디자인의 날개를 조합한 것을 맥도넬더글러스 MD-XX로 제안했다. 하지만 1997년 맥도넬 더글러스가 보잉에 합병되면서 사실상 개발이 취소되었다.

## 파생형
- MD-12 HC (고용량)
- MD-12 LR (장거리)
- MD-12 ST (스트레치)
- MD-12 트윈 (쌍발 엔진 버전)

## 같이 보기
- 에어버스 A380
- 보잉 747-8
- 보잉 747-400
- MD-11